# Hłudno
Hłudno (w latach 1977–1981 Chłodnik) – wieś w Polsce, położona w województwie podkarpackim, w powiecie brzozowskim, w gminie Nozdrzec.
| SIMC    | Nazwa              | Rodzaj     |
| ------- | ------------------ | ---------- |
| 0357370 | Barszczówki        | część wsi  |
| 0357386 | Dolina             | część wsi  |
| 0357392 | Dół                | część wsi  |
| 0357400 | Dział              | część wsi  |
| 0357417 | Filówka            | część wsi  |
| 0357423 | Gacówki            | część wsi  |
| 0357430 | Góralówka          | część wsi  |
| 0357446 | Górka              | część wsi  |
| 0357452 | Grabnik            | część wsi  |
| 0357469 | Horb               | część wsi  |
| 0357475 | Jama               | część wsi  |
| 0357481 | Jantoniówka        | część wsi  |
| 0357498 | Kamieniec          | część wsi  |
| 0357506 | Krąg               | część wsi  |
| 0357512 | Lemciówka          | część wsi  |
| 0357529 | Łapajówka          | część wsi  |
| 0357535 | Łąka               | część wsi  |
| 0357541 | Mistakówka         | część wsi  |
| 0357558 | Olszańce           | część wsi  |
| 0357564 | Podchełm           | część wsi  |
| 0357570 | Podolszyna         | część wsi  |
| 0357587 | Politówka          | część wsi  |
| 0357593 | Poręby             | część wsi  |
| 0357601 | Potok              | część wsi  |
| 0357618 | Rosochy            | część wsi  |
| 0357682 | Rzeki Hłudzieńskie | przysiółek |
| 0357624 | Skała              | część wsi  |
| 0357630 | Tarnki             | część wsi  |
| 0357647 | Uryciówka          | część wsi  |
| 0357653 | Warszawa           | część wsi  |
| 0357660 | Widacz             | część wsi  |
| 0357676 | Zakopiec           | część wsi  |

W połowie XIX wieku właścicielem posiadłości tabularnej w Hłudnie Dolnym i Górnym był Ludwik Skrzyński.
W latach 1954–1959 wieś należała i była siedzibą władz gromady Hłudno, po jej zniesieniu w gromadzie Nozdrzec. W latach 1975–1998 miejscowość administracyjnie należała do województwa krośnieńskiego.
Hłudno leży nad potokiem Baryczką. Jako osada lokowana na prawie niemieckim, na terenie obecnego Hłudna, powstała w pierwszej połowie XIX wieku.
Miejscowość jest siedzibą rzymskokatolickiej parafii św. Klary należącej do dekanatu Dynów w archidiecezji przemyskiej.
W centrum wsi na niewielkim zboczu obok drogi Nozdrzec – Barycz znajdują się pozostałości po greckokatolickim cmentarzu z kilkoma zabytkowymi nagrobkami m.in. nagrobkiem dawnego właściciela ziemskiego w Hłudnie – Konstantego Bobczyńskiego, który był również posłem na sejm.
Przez długi czas cmentarz popadał w zapomnienie, jednak od kilku lat Stowarzyszenie "Wrota Karpat Wschodnich", w ścisłej współpracy z miejscową parafią rzymskokatolicką, która sprawuje opiekę nad nekropolią, prowadzi prace porządkowe i konserwatorskie na cmentarzu.
We wsi tej urodził się w 1915 patriarcha autokefalicznej prawosławnej cerkwi Ukrainy – Wołodymyr Jarema (jego kościelne imię to Dymitrij).

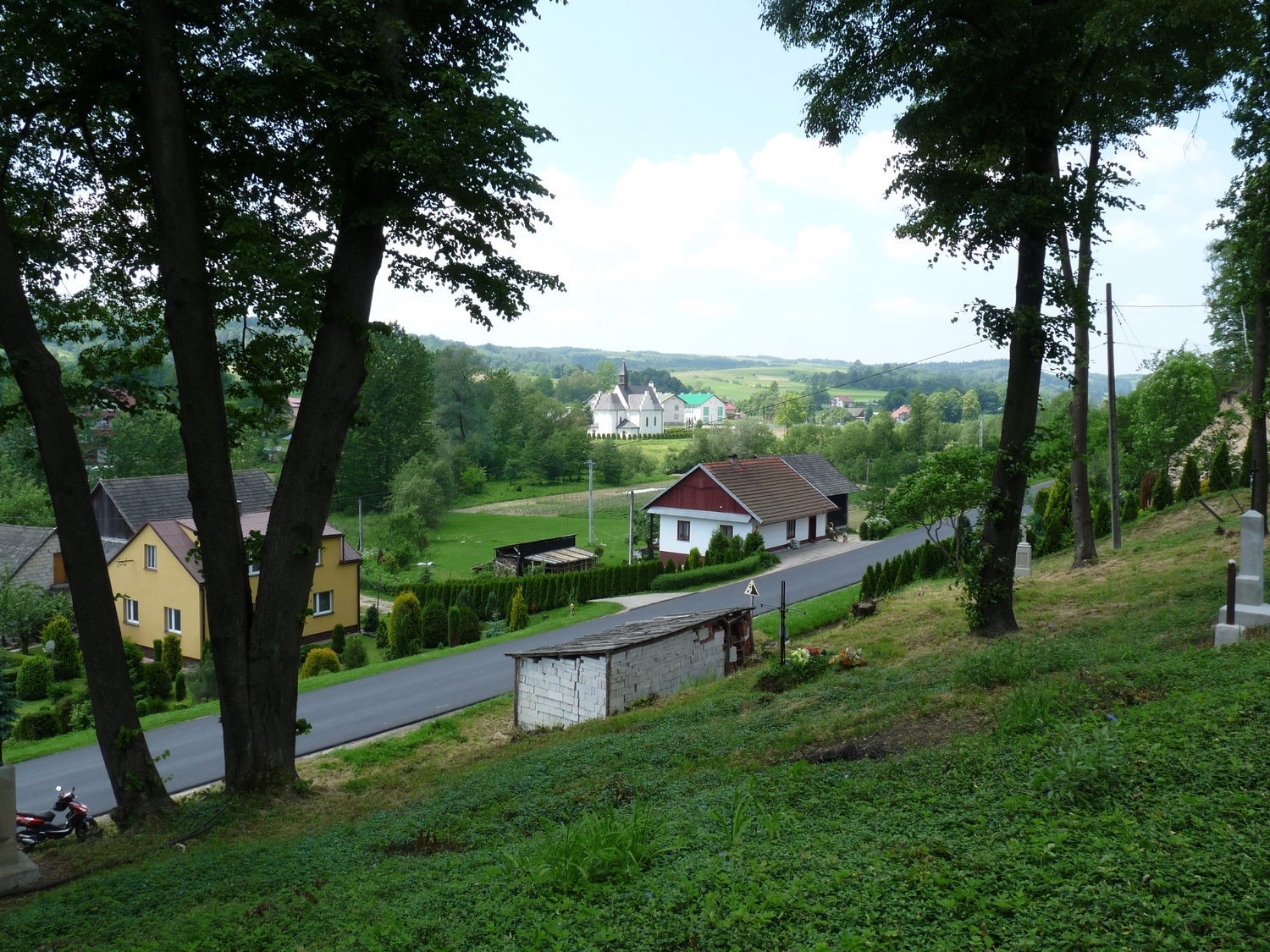
Hłudno
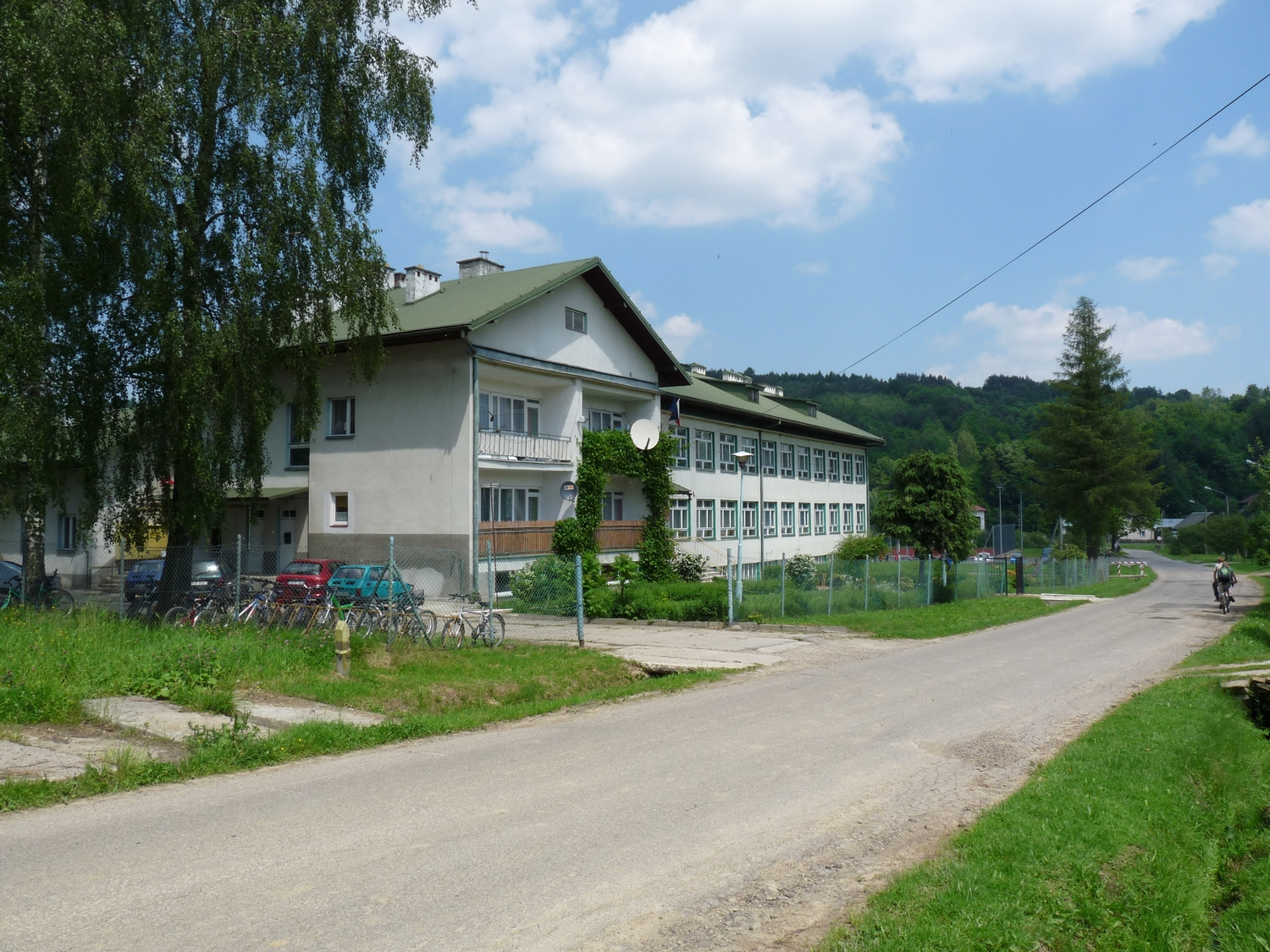
Szkoła podstawowa
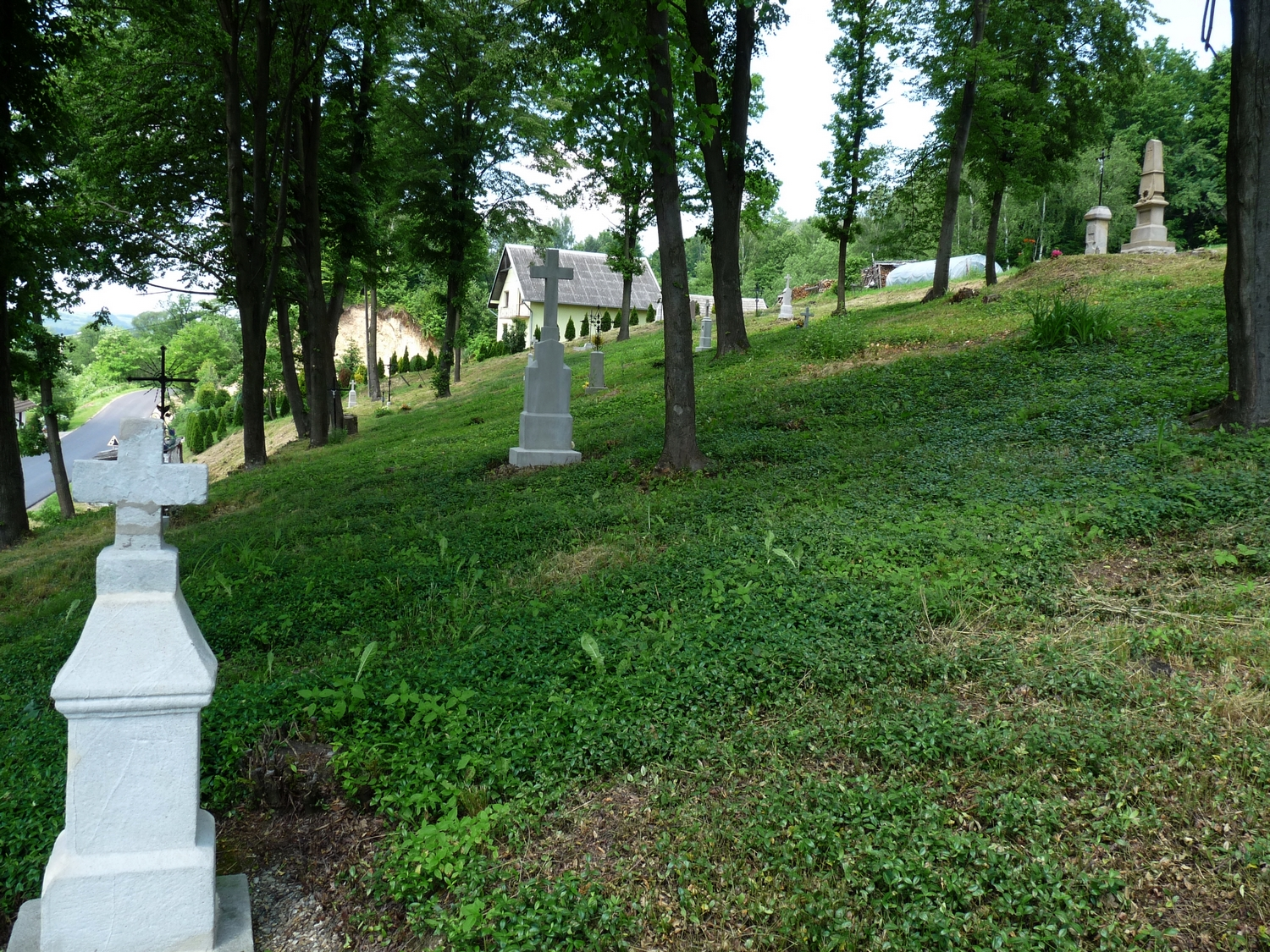
Cmentarz greckokatolicki